# 1117.
◄ | 11. stoljeće | 12. stoljeće | 13. stoljeće | ►
◄ | 1080-ih | 1090-ih | 1100-ih | 1110-ih | 1120-ih | 1130-ih | 1140-ih | ►
◄◄ | ◄ | 1114. | 1115. | 1116. | 1117. | 1118. | 1119. | 1120. | ► | ►►
Arhitektura • Astronomija • Knjige • Književnost • Kršćanstvo • Medicina • Pravo • Promet • Znanost

## Događaji
- Domenico Michele je izabran za mletačkog dužda.

## Vanjske poveznice
|  | Zajednički poslužitelj ima još gradiva o temi 1117. |